# Itzgrundbahn
Itzgrundbahn – dawna jednotorowa i niezelektryfikowana lokalna linia kolejowa w kraju związkowym Bawaria, w Niemczech. Łączy miejscowości Coburg (dzielnica Creidlitz) z Rossach.